# Drentse Ouderen Partij
De Drentse Ouderen Partij (DOP) is een in 1996 gevestigde Nederlandse regionale politieke partij, voornamelijk actief in Drenthe. De partij is naar eigen zeggen opgericht omdat 'de reguliere politiek steeds minder aandacht had en heeft voor de specifieke problemen van (kwetsbare) ouderen en andere kwetsbare groepen.' De fractievoorzitter in de Emmer gemeenteraad was tot in 2018 Ton Schoo (1956-2022). Hij vertegenwoordigde ook de DOP in het bestuur van het waterschap Vechtstromen.

## Vertegenwoordiging
Sinds de oprichting van de partij wist de Drentse Ouderen Partij bij diverse verkiezingen zetels te behalen. In 2007 verdween de partij echter uit de Provinciale Staten van Drenthe en in 2018 uit de gemeenteraad van Emmen.
| Gemeenteraad Emmen | 1998 | 2002 | 2006 | 2010 | 2014 | 2018 |
| ------------------ | ---- | ---- | ---- | ---- | ---- | ---- |
| Aantal zetels      | 2    | 1    | 1    | 2    | 1*   | 0    |

* De partij haalde bij de gemeenteraadsverkiezingen in 2014 drie zetels. Na onrust binnen de partij verlieten echter twee raadsleden de partij en behielden hun zetel. De twee raadsleden gingen samen verder onder de naam Senioren Belang Noord. Die partij deed in 2018 mee aan de gemeenteraadsverkiezingen in Emmen, maar slaagde er niet in om een zetel te behalen, net zomin als de DOP.
| Provinciale staten Drenthe | 1999 | 2003 | 2007 |
| -------------------------- | ---- | ---- | ---- |
| Aantal zetels              | 1    | 1    | 0    |

| Waterschap Velt en Vecht/Vechtstromen | 2008 | 2013 | 2019 |
| ------------------------------------- | ---- | ---- | ---- |
| Aantal zetels                         | 1    | 2    | 1    |

Sinds 2014 noemt de vertegenwoordiging van de DOP in het algemeen bestuur van het Waterschap zich kortweg Ouderenpartij.